# Glen Osborne
Glen Osborne es un borough ubicado en el condado de Allegheny en el estado estadounidense de Pensilvania. En el año 2000 tenía una población de 566 habitantes y una densidad poblacional de 364,2 personas por km².

## Geografía
Glen Osborne se encuentra ubicado en las coordenadas 40°31′51″N 80°10′9″O / 40.53083, -80.16917.

## Demografía
Según la Oficina del Censo en 2000 los ingresos medios por hogar en la localidad eran de $64 375 y los ingresos medios por familia eran $71 667. Los hombres tenían unos ingresos medios de $65 455 frente a los $41 875 para las mujeres. La renta per cápita para la localidad era de $50 169. Alrededor del 10,8% de la población estaba por debajo del umbral de pobreza.